# Hans Kroch

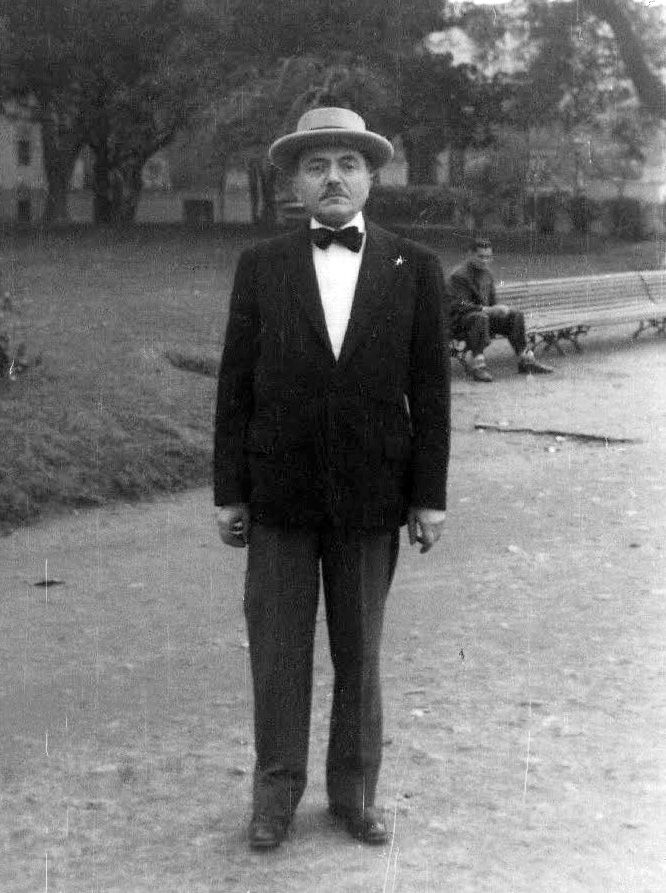
Hans Kroch (in den 1920ern)

Hans Kroch (voller Name Hans Meyer Zwi Kroch) (* 3. Juni 1887 in Leipzig; † 7. Februar 1970 in Jerusalem) war ein deutsch-jüdischer Bankier.

## Leben
Kroch besuchte das König-Albert-Gymnasium in Leipzig. 1922 trat er in die von seinem Vater Martin Samuel Kroch (* 20. November 1853, † 25. Oktober 1926) im Jahre 1877 gegründete Privatbank Kroch jr. KG a. A. ein und wurde später persönlich haftender Gesellschafter. 1923 war er Gründungs- und Aufsichtsratsmitglied der Leipziger Messe- und Ausstellungs-AG.
Das Bankhaus Kroch bezog 1928 das von dem Architekten German Bestelmeyer entworfene Krochhochhaus am Augustusplatz. Mit 43 Metern Höhe war es das erste Hochhaus Leipzigs. Außerdem finanzierte Kroch als Hauptaktionär der AG für Haus- und Grundbesitz 1929–1930 den Bau der im Volksmund bald nach ihm benannten Krochsiedlung in Leipzig-Gohlis, einer Wohnanlage des frühen sozialen Wohnungsbaus im Stil der klassischen Moderne.

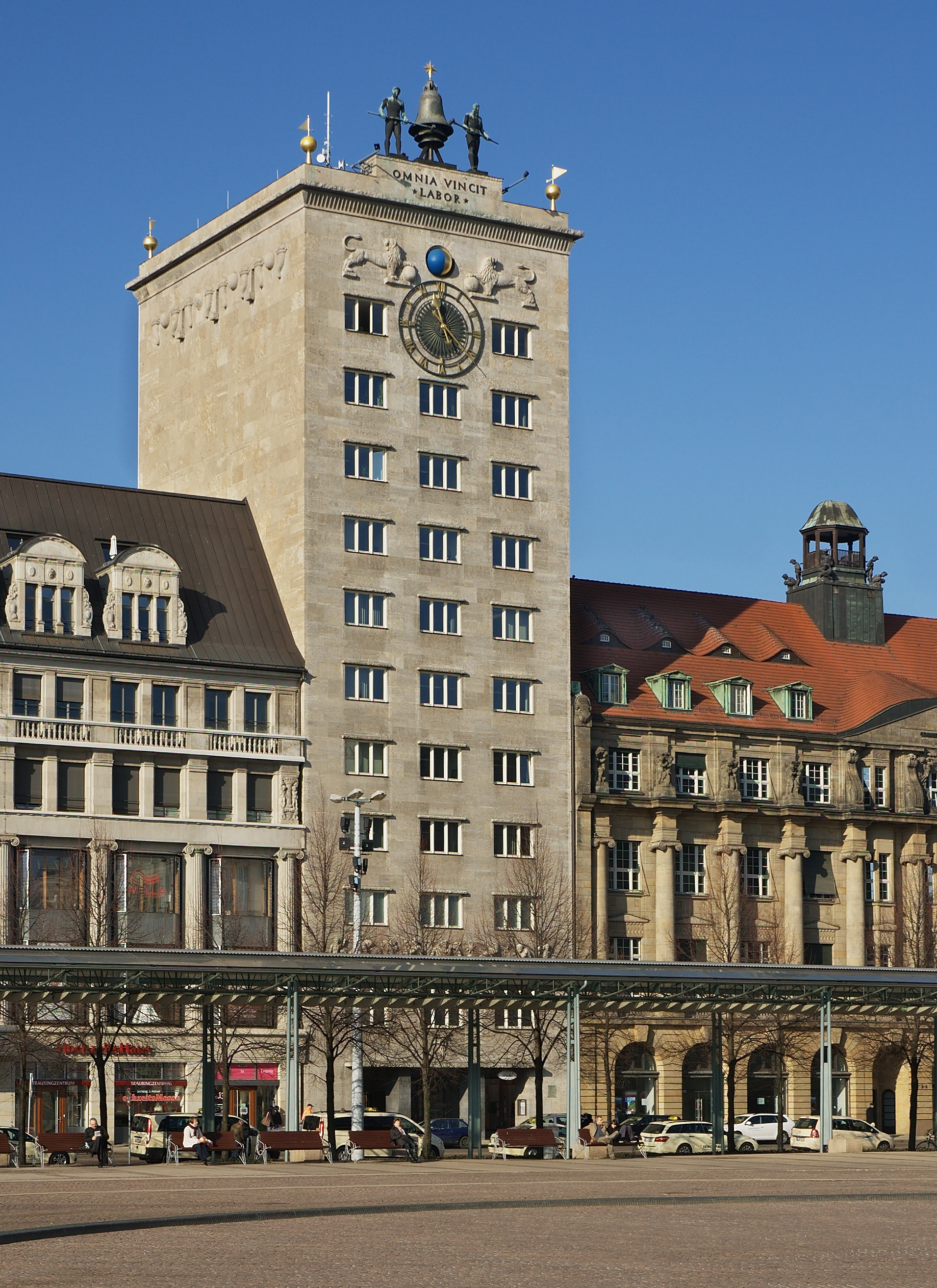
Kroch-Hochhaus

Im Zuge der „Arisierung“ deutscher Unternehmen durch die Nationalsozialisten wurde Kroch am 10. November 1938 nach der Pogromnacht verhaftet und ins KZ Buchenwald, später Sachsenhausen verschleppt. Erst nachdem er im Namen aller Familienmitglieder eine Verzichtserklärung auf das Gesellschaftsvermögen des Bankhauses Kroch abgegeben hatte, wurde er freigelassen und die Bank schließlich von der Industrie- und Handelsbank AG übernommen. Kroch gelang zusammen mit seinen Kindern die Flucht nach Amsterdam, später emigrierte er nach Argentinien und wanderte schließlich nach Israel aus, wo er den Hotelkomplex Eretz Hatzvi („Hirschland“, später umbenannt in Holyland) im Jerusalemer Vorort Bayit veGan errichtete. Seine Ehefrau Ella Kroch, geb. Baruch (* 16. Juli 1896 in Karlsruhe, erm. 12. Mai 1942 in Ravensbrück), die zunächst zur Verdeckung der Flucht zurückblieb, ist jedoch bei ihrer eigenen Flucht verhaftet worden. Sie wurde 1940 ins KZ Ravensbrück deportiert und zwei Jahre später dort ermordet.
Der Sohn Jacob fiel 1948 im israelischen Unabhängigkeitskrieg beim Kampf um den Kibbuz Nitzanim. Zur Erinnerung an ihn stiftete Hans Kroch das Holyland-Modell der Stadt Jerusalem. Es befindet sich seit 2006 auf dem Campus des Israel-Museums in Jerusalem.

## Weblink
- Ralf Julke: Die 150-jährige Geschichte der Familie Kroch und ihrer legendären Unternehmen in Leipzig, Leipziger Internet Zeitung